# 1985 في باكستان
فيما يلي قوائم الأحداث التي وقعت خلال عام 1985 في باكستان.

## سياسة

### تعيين في المنصب
- 21 مارس – غلام إسحاق خان رئيس مجلس الشيوخ الباكستاني.
- 9 أبريل – نواز شريف رئيس وزراء البنجاب [الإنجليزية]‏.

### انتهاء فترة المنصب
- 21 مارس – غلام إسحاق خان وزير المالية (باكستان).

## مواليد

### يناير
- 1 يناير – محمد جواد

## وفيات

### سبتمبر
- 1 سبتمبر – محمد ظفر الله خان (مواليد 1893) دبلوماسي باكستاني.